# Vulcanització

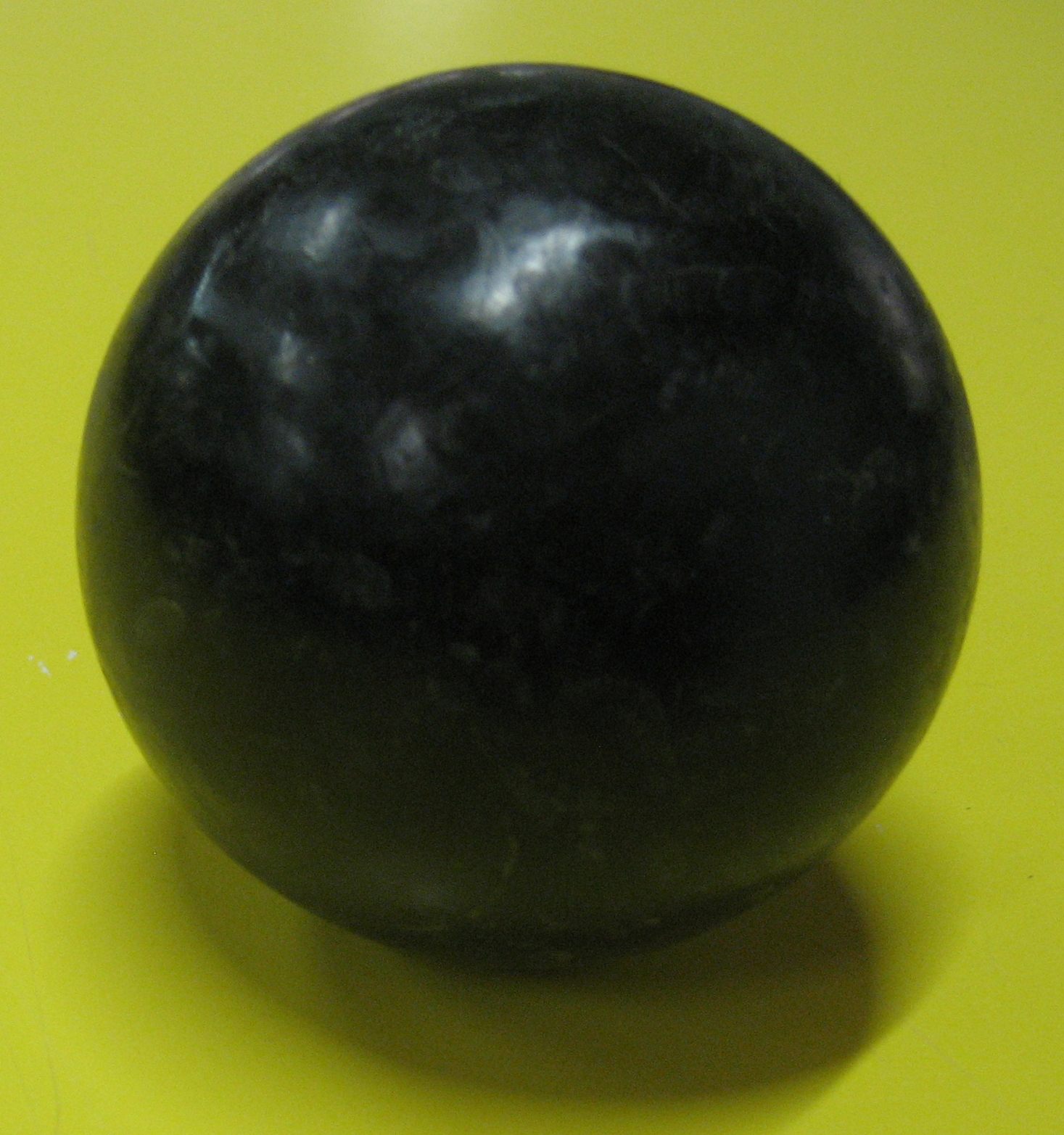
Pilota d'hoquei sobre patins fabricada de cautxú vulcanitzat.

La vulcanització és un procés químic exclusiu de la producció de cautxús o elastòmers. Es tracta d'una sèrie de reaccions que generen enllaços covalents creuats de manera aleatòria entre diferents cadenes que formen l'estructura polimèrica. S'incorporen additius que modifiquen el polímer per formació de ponts de reticulació química o crosslinks entre cadenes individuals de polímers. El sofre elemental és l'agent de reticulació més utilitzat en la indústria del cautxú perquè és molt barat, abundant i fàcilment disponible. A més, el sofre és molt fàcil de barrejar i fàcilment soluble en el cautxú. Els agents de reticulació no sulfurosos inclouen peròxids orgànics, quinines i les seves oximes i imines, òxids metàl·lics i radiació d'alta energia.
Abans de la vulcanització, els cautxús es caracteritzen pel seu estat viscós en què l'elasticitat, la resistència a la tracció i la recuperació després de la deformació són comparativament baixes. Tenen un interval de temperatura útil estret i són solubles en dissolvents orgànics. Després de la vulcanització, s'obté un estat altament elàstic, en què la resistència a la tracció i la recuperació després de la deformació són altes i el flux és baix. L'interval de temperatura en servei s'amplia i la solubilitat en dissolvents orgànics es redueix.
A escala industrial els agents vulcanitzants s'incorporen abans de les etapes de conformació (injecció, laminat...) però la vulcanització vindrà després d'aquests i tindrà com a resultat el producte finalitzat.

## Història

### Els orígens del cautxú

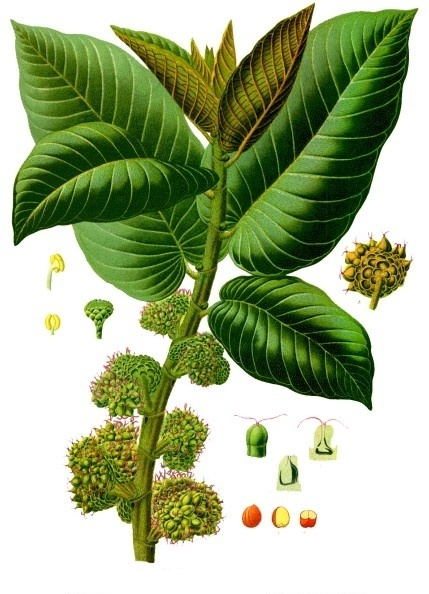
Castilla elastica.

La matèria primera del cautxú prové de la saba de l'arbre del cautxú (Castilla elastica), espècie originària de les regions tropicals del sud de Mèxic i de l'Amèrica Central, però que actualment es conrea extensivament al sud-est asiàtic. El primer ús conegut del làtex sagnat, aleshores també conegut com a cautxú o goma elàstica, fou per part de les civilitzacions precolombines de l'Amèrica Central, on era emprat per a la confecció de pilotes per a un joc, del qual l'ulama n'és el descendent modern.
A François Fresneau (1703-1770), enginyer, botànic i explorador francès, se li atribueix la redacció del primer article científic sobre el cautxú. A l'edat de vint-i-nou anys, Fresneau havia estat enviat a la Guaiana Francesa per a dissenyar les fortificacions de la capital de la colònia, Caiena, i per a determinar-ne els recursos naturals. En tornar a França, suggerí que el cautxú natural (és a dir, el làtex) podria emprar-se com a material impermeabilitzant. A Anglaterra, l'any 1770, el químic Joseph Priestley /1733-1804) observà que un tros d'aquest nou material era summament eficaç per a esborrar les marques de llapis sobre el paper; d'aquí que aviat fos conegut a Anglaterra com a rubber (de l'anglès to rub, ‘fregar, esborrar’).

### El desenvolupament de la vulcanita a Anglaterra i als Estats Units
El làtex no tractat es compon de polímers del compost orgànic isoprè, amb impureses menors d'altres composts orgànics. La vulcanització és el procés mitjançant el qual el làtex s'escalfa amb sofre per a crear enllaços moleculars creuats entre les llargues molècules de cautxú. L'augment del contingut de sofre n'incrementa la duresa i la resistència a la tracció. L'addició d'entre un 25% i un 50% de sofre produeix un material marronós amb un tacte semblant al plàstic. El descobriment del procés de vulcanització del cautxú s'associa als noms de Hancock a Anglaterra i de Goodyear a Amèrica.
Thomas Hancock (1786-1865) fou un dels sis germans nascuts a Marlborough, Wiltshire. Consta que el 1815 estava associat amb el seu germà petit, Walter, un enginyer establert a Londres. L'interès de Thomas pel cautxú sembla haver estat motivat pel desenvolupament d'un material adient per a impermeabilitzar els carruatges del seu germà. Descobrí que el làtex, combinat amb pega i quitrà, es podia emprar amb aquesta finalitat i que també es podia aplicar a la lona, a les cordes i a altres materials fibrosos, per a la qual cosa obtingué diverses patents a partir de 1820. És remarcable que, ja el 1824, el seu germà Walter havia produït un motor de carro de vapor funcional, en el qual els pistons se substituïen per dues bosses flexibles fetes de capes de lona unides amb «solució de cautxú de l'Índia».

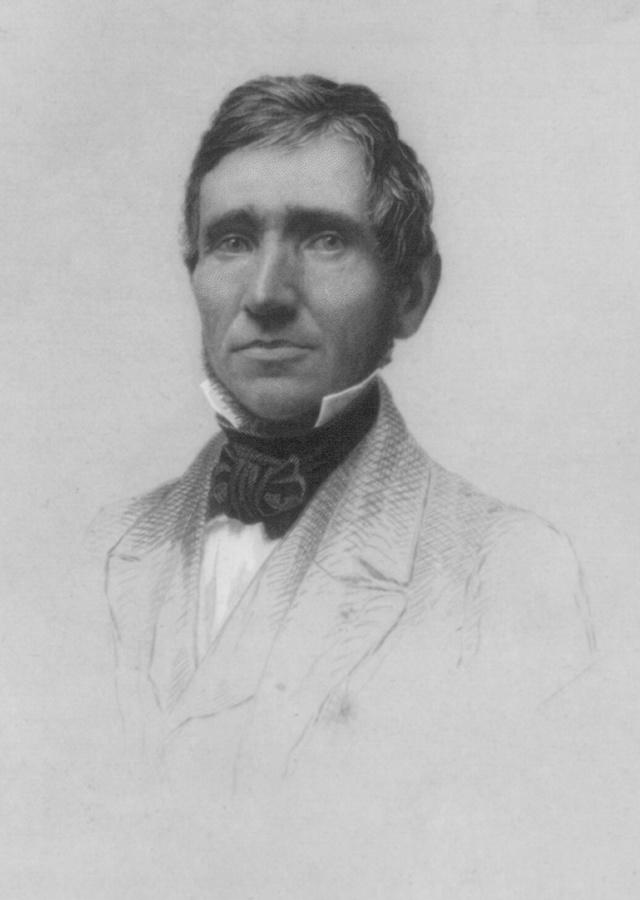
Charles Goodyear.

L'any 1826, Thomas Hancock presentà les seves troballes sobre el làtex a la Royal Institution de Londres, i com a resultat Michael Faraday (1791-1867), el científic més influent de la seva època, en publicà un informe sobre la química. Havent desenvolupat un procés per a fabricar làmines de cautxú de l'Índia el 1837, Hancock esdevingué soci de l'empresa de Charles Macintosh and Co. (de qui pren el nom l'impermeable macintosh), tot i que també continuà amb el seu propi negoci a Londres. Això comportà una ràpida expansió del nombre de productes de cautxú fabricats pels socis, incloent-hi soles de sabata, manxes, coixins, cinturons salvavides inflables i pontons.

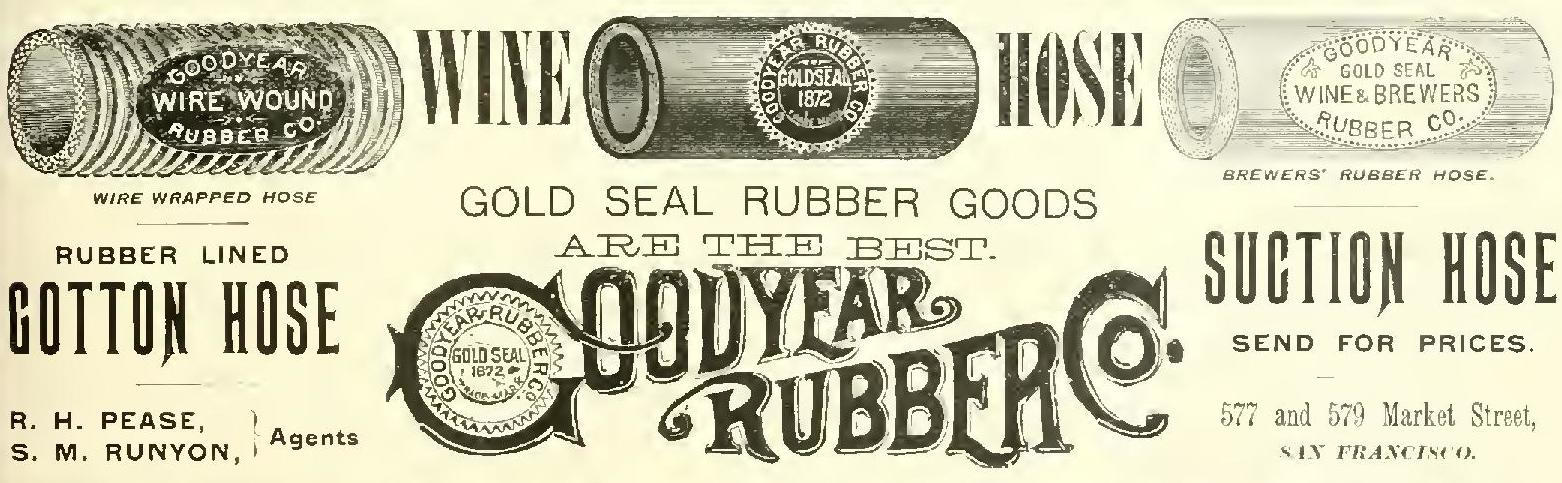
Publicitat del 1892 dels productes de la Goodyear Rubber Company.

Hancock mai no reivindicà la invenció del procés de vulcanització. A la tardor de 1842, el seu amic i inventor William Brockendon FRS (Membre de la Royal Society) (1787-1854) li havia mostrat trossos de cautxú que havien estat endurits mitjançant un procés secret. Eren mostres americanes proporcionades per un agent del seu inventor americà. Tanmateix, és molt probable que aquest fos el mateix Charles Goodyear, de qui se sap que visità la Gran Bretanya en aquella època.
Charles Goodyear (1800-1860) tenia trenta-tres anys quan decidí aventurar-se en el negoci dels productes de cautxú. Això succeí després que el negoci de ferreteria del seu pare a New Haven fes fallida. Durant els deu anys següents, Goodyear s'obsessionà amb el desenvolupament del que anomenava «goma elàstica», demanant diners en préstec per a prosseguir amb els seus experiments. Segons els seus biògrafs posteriors, fou mentre treballava a l'Eagle India Rubber Company de Woburn, Massachusetts, el 1839, que Goodyear combinà accidentalment cautxú i sofre sobre una estufa calenta. Per a gran sorpresa seva, el cautxú no es fongué i, en apujar encara més la temperatura, s'endurí. Trenta anys després de la mort de Goodyear, nombroses empreses de cautxú s'havien establert a la seva ciutat natal de Naugatuck, Connecticut, i el 1892, nou d'aquestes es fusionaren per a formar The United States Rubber Company (actualment Uniroyal).
Durant la seva trobada de 1842, Hancock i Brockendon aconsellaren a l'agent americà que digués al seu patró que patentés el nou producte, però també remarcaren que les mostres feien olor de sofre. Aquesta reunió sembla haver redirigit la pròpia recerca de Hancock i tingué com a resultat la patent del seu propi procés el novembre de 1843, que Brockendon anomenaria més tard «vulcanització», en honor al déu romà del foc Vulcà. Això ocorregué vuit setmanes abans que Charles Goodyear presentés la seva pròpia patent als EUA, bloquejant així l'intent d'aquest darrer d'assegurar-se una patent britànica. Cap al 1847, Hancock havia obtingut 16 patents britàniques per a variacions del procés de vulcanització, entre les quals es trobava el descobriment que si el procés es perllongava a una temperatura més alta, es produïa una substància dura (coneguda com a ebonita), la qual era immune a l'atac químic i un excel·lent aïllant, la qual cosa la feia de considerable valor per a l'emergent indústria elèctrica.

## Procés

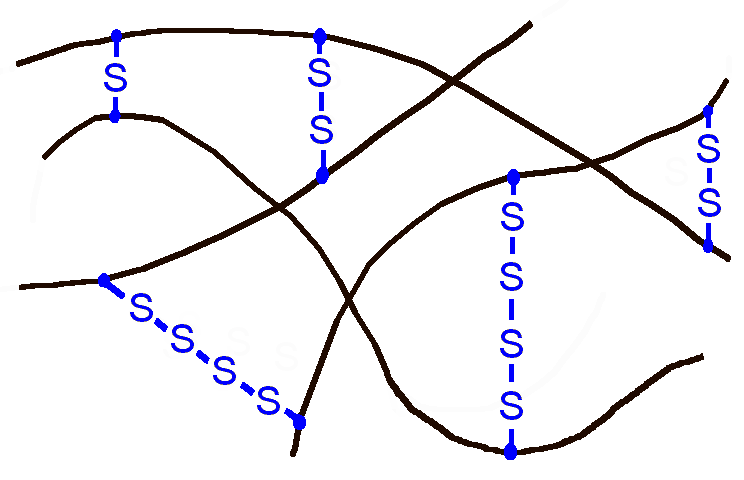
Vulcanització tradicional amb sofre.

La vulcanització és un procés crític en la indústria del cautxú que millora les propietats mecàniques i la durabilitat dels materials de cautxú. S'utilitza àmpliament per transformar cautxú natural cru o altres materials polimèrics, com el cautxú sintètic, en productes més robustos i versàtils. El procés implica l'enllaç reticulat de molècules de cautxú mitjançant sofre o compostos que contenen sofre. Durant la vulcanització, el cautxú es barreja normalment amb sofre i altres additius, com ara acceleradors i activadors (àcid esteàric, òxid de zinc). Aquesta barreja s'escalfa a una temperatura elevada, generalment entre 150 °C i 180 °C.
El procés d'activació tèrmica permet que el sofre reaccioni amb les cadenes de polímer presents al cautxú. A mesura que augmenta la temperatura, els àtoms de sofre formen enllaços químics amb llocs específics de les cadenes de polímer, creant enllaços creuats entre molècules de polímer adjacents. Aquests enllaços creuats donen lloc a la formació d'una estructura de xarxa tridimensional dins del material de cautxú. Aquesta xarxa de cadenes de polímer interconnectades fa que el material de cautxú sigui més resistent i resistent a la deformació.
Els principals avantatges de la vulcanització inclouen:
1. Millora de les propietats mecàniques: l'entrecreuament de les cadenes de polímer condueix a una major resistència, tenacitat i elasticitat del material de cautxú. El cautxú vulcanitzat pot suportar millor l'estrès mecànic i les deformacions que el cautxú no vulcanitzat.
2. Durabilitat millorada: la vulcanització millora la resistència dels materials de cautxú al desgast, l'abrasió i la degradació causades per l'exposició a condicions ambientals dures, com ara la calor, la llum solar i els productes químics.
3. Reducció de la tendència a estovar-se o fondre's: el cautxú vulcanitzat té una major resistència a la calor, cosa que redueix el risc d'estovar-se o fondre's a temperatures elevades.
4. Major elasticitat i flexibilitat: Els enllaços creuats del cautxú vulcanitzat permeten que mantingui la seva elasticitat i flexibilitat en una àmplia gamma de temperatures.
5. Disminució de la inflor en dissolvents: el cautxú vulcanitzat presenta una reducció de la inflor quan s'exposa a dissolvents o líquids, cosa que el fa adequat per a diverses aplicacions. La vulcanització va revolucionar la indústria del cautxú, permetent la producció de productes de cautxú d'alt rendiment amb diverses aplicacions. Alguns exemples comuns de productes de cautxú vulcanitzat inclouen pneumàtics, juntes, segells, cintes transportadores, soles de sabates i diversos béns industrials i de consum. El procés de vulcanització es pot adaptar per aconseguir propietats específiques, depenent del tipus i la quantitat de sofre utilitzat, la temperatura i el temps d'escalfament i la presència d'altres additius. Aquesta flexibilitat permet als fabricants produir materials de cautxú amb diferents dureses, resiliència i resistència química, cosa que fa que la vulcanització sigui una tècnica versàtil i indispensable en la fabricació de productes de cautxú.[5]

### Vulcanització tradicional
Aquest procés només és possible en elastòmers diolefínics, és a dir, en aquells que presenten dobles enllaços en la seua estructura després de la polimerització. Com agent vulcanitzant s'utilitza sofre o clorur de sofre en un 0,5-5% en pes. El sofre elemental S8 és l'agent de reticulació més utilitzat en la indústria del cautxú perquè és molt barat, abundant i fàcilment disponible. A més, el sofre és molt fàcil de barrejar i fàcilment soluble en el cautxú. Variant la quantitat de sofre respecte a la relació de l'accelerador, es poden obtenir diferents tipus de reticulació a la matriu del cautxú.

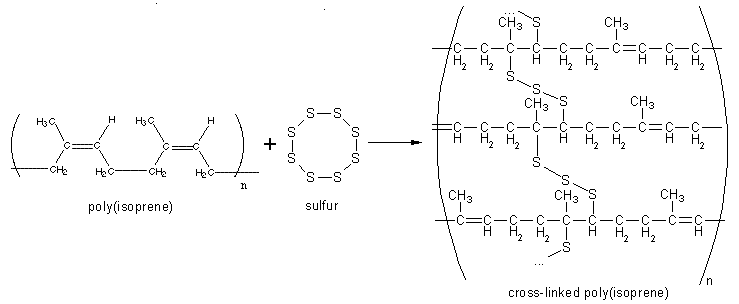
Reacció de vulcanització de l'isoprè amb sofre

### Vulcanització eficient soluble
Hi ha un altre tipus de sistema de vulcanització amb sofre conegut com a vulcanització eficient soluble (EV) destinat a productes d'enginyeria que requereixen una rigidesa consistent, baixa fluència, baixa relaxació d'esforços i baixa deformació. Aquest sistema de vulcanització utilitza certs acceleradors, activadors i sofre solubles que es dissolen completament en el cautxú, donant un compost realment homogeni. A la pràctica, això s'aconsegueix seleccionant acceleradors i activadors que tenen una solubilitat força alta en el cautxú a temperatura ambient. Els acceleradors adequats per a l'EV soluble inclouen difenil guanidina, disulfur de tetrabutiltiuram i N- oxidietilenbenzotiazol-2-sulfenamida. L'òxid de zinc és insoluble en el cautxú, però s'ha d'incloure en el sistema, ja que juga un paper important en la vulcanització del sofre. Tanmateix, l'àcid 2-etilhexanoic substitueix l'àcid esteàric, un coactivador comú, ja que aquest últim reacciona amb el zinc per formar un estearat de zinc insoluble que indueix la fluència i el primer forma una sal de zinc soluble en el cautxú. La dosi de sofre emprada en els EV solubles no ha de superar les 0,8  pphr (parts per cent de cautxú) per garantir que romangui dissolt en el cautxú i que no tingui tendència a florir a la superfície del cautxú.

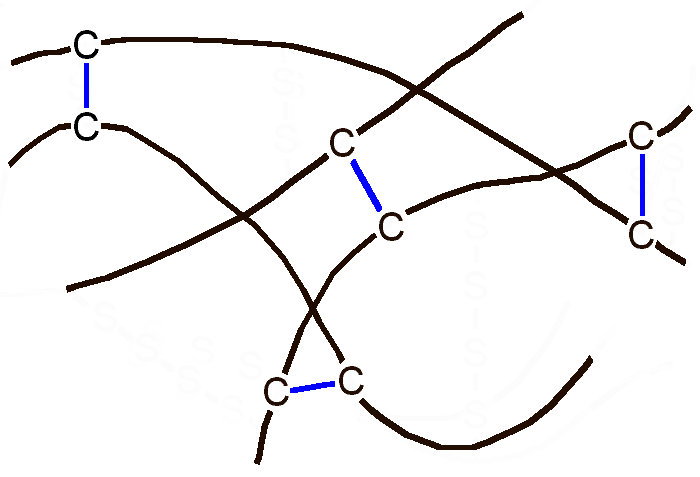
La vulcanització amb peròxids origina enllaços carboni-carboni.

### Vulcanització amb peròxids
Aquest procés es realitza amb l'objectiu de crear l'entrecreuament entre les cadenes d'elastòmers que no disposen de dobles enllaços després de la polimerització (cautxús monoolefínics). Els agents vulcanitzants són peròxids. En aquest cas el peròxids que són compostos amb una estabilitat química molt baixa es desintegren generant radicals lliures. Aquests ataquen les cadenes tot arrancant àtoms d'hidrogen i hi generen centres reactius a l'estructura que podran anar enllaçant-se entre cadenes. Es tracta d'un procés molt econòmic, ja que no requereix cap tipus d'additiu.

### Vulcanització inversa

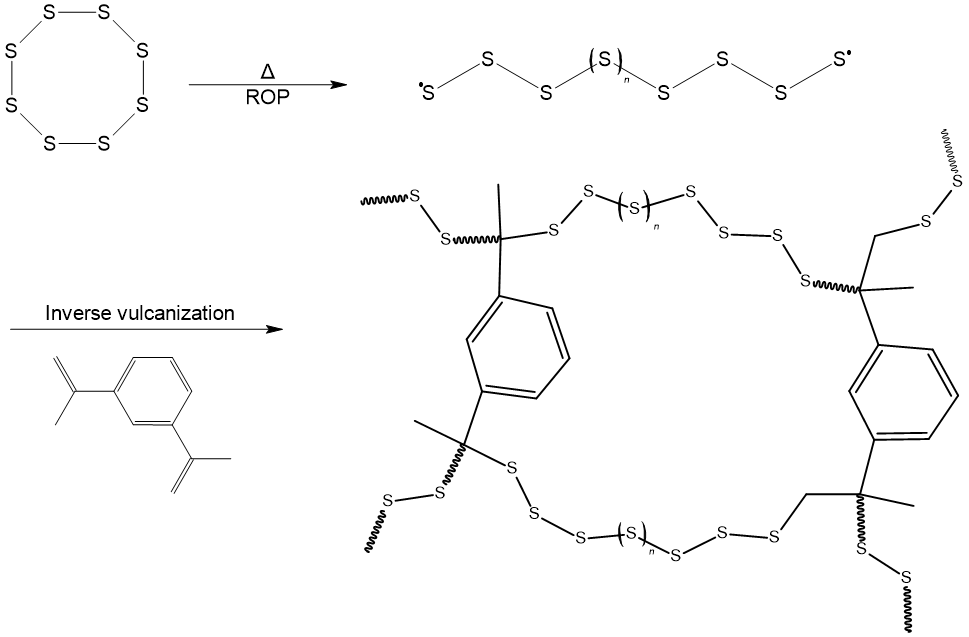
Vulcanització inversa.

La vulcanització inversa és un procés que transforma el sofre elemental, anells de S8, en un polímer estable polimeritzant-lo amb composts que contenen enllaços de carboni insaturats. Això forma una xarxa de polímers tridimensional que es pot utilitzar en diverses aplicacions, incloses bateries i membranes per a la purificació d'aigua i la separació de gasos. Els polímers a base de sofre fabricats mitjançant vulcanització inversa són rendibles, químicament estables i respectuosos amb el medi ambient gràcies a l'ús de sofre abundant i econòmic.